# 約翰·奧斯特羅姆
约翰·哈罗德·奥斯特罗姆（英語：John Harold Ostrom，1928年2月18日—2005年7月16日），20世纪至21世纪初美国古生物学家，描述並發表了恐爪龙（學名：Deinonychus）等许多恐龙新種，他对恐龙的研究在1960年代引领了“恐龍文藝復興”。